# Little Women (film fra 1918)
 For alternative betydninger, se Little Women. (Se også artikler, som begynder med Little Women)
Little Women er en amerikansk stumfilm fra 1918 af Harley Knoles.

## Medvirkende
- Isabel Lamon - Meg March
- Dorothy Bernard - Jo March
- Lillian Hall - Beth March
- Florence Flinn - Amy March
- Conrad Nagel - Laurie Laurence